# Ángel Bargas
Ángel Bargas, někdy uváděný i jako Hugo Bargas (* 29. října 1946, Buenos Aires) je bývalý argentinský fotbalista, obránce. V roce 1972 se stal argentinským fotbalistou roku.

## Klubová kariéra
Začínal v Argentině v týmech Racing Club (Avellaneda) a CA Chacarita Juniors. S CA Chacarita Juniors v roce 1969 vyhrál argentinské mistrovství Metropolitano. V roce 1973 přestoupil do francouzského týmu FC Nantes, se kterým v letech 1973 a 1977 vyhrál francouzskou ligu a v roce 1979 francouzský fotbalový pohár. Dále hrál ve francouzské Ligue 1 za FC Metz. Kariéru končil ve francouzských nižších soutěžích v týmech CS Louhans-Cuiseaux, Le Puy Foot 43 Auvergne a Angoulême CFC. V Poháru mistrů evropských zemí nastoupil ve 4 utkáních a v Poháru UEFA nastoupil v 6 utkáních.

## Reprezentační kariéra
Za reprezentaci Argentiny nastoupil v letech 1971-1974 ve 30 utkáních a dal 1 gól, byl členem argentinské reprezentace na Mistrovství světa ve fotbale 1974, kde nastoupil ve 3 utkáních.

## Ligová bilance
| Ročník                              | Zápasy | Góly | Klub                     |
| ----------------------------------- | ------ | ---- | ------------------------ |
| Primera División (Argentina) 1965   | 6      | 0    | Racing Club (Avellaneda) |
| Primera División (Argentina) 1966   | 11     | 0    | CA Chacarita Juniors     |
| Primera División (Argentina) 1967   | 16     | 0    | CA Chacarita Juniors     |
| Primera División (Argentina) 1968   | 20     | 1    | CA Chacarita Juniors     |
| Primera División (Argentina) 1969   | 41     | 0    | CA Chacarita Juniors     |
| Primera División (Argentina) 1970   | 31     | 1    | CA Chacarita Juniors     |
| Primera División (Argentina) 1971   | 46     | 2    | CA Chacarita Juniors     |
| Primera División (Argentina) 1972   | 37     | 0    | CA Chacarita Juniors     |
| Ligue 1 1972/73                     | 15     | 1    | FC Nantes                |
| Ligue 1 1973/74                     | 21     | 2    | FC Nantes                |
| Ligue 1 1974/75                     | 28     | 1    | FC Nantes                |
| Ligue 1 1975/76                     | 34     | 5    | FC Nantes                |
| Ligue 1 1976/77                     | 29     | 3    | FC Nantes                |
| Ligue 1 1977/78                     | 36     | 1    | FC Nantes                |
| Ligue 1 1978/79                     | 26     | 0    | FC Nantes                |
| Ligue 1 1979/80                     | 26     | 0    | FC Metz                  |
| Ligue 1 1980/81                     | 37     | 1    | FC Metz                  |
| Ligue 2 1981/82                     | 30     | 3    | CS Louhans-Cuiseaux      |
| Ligue 2 1982/83                     | 29     | 2    | CS Louhans-Cuiseaux      |
| Ligue 2 1983/84                     | 34     | 6    | CS Louhans-Cuiseaux      |
| Ligue 2 1984/85                     | 30     | 3    | Le Puy Foot 43 Auvergne  |
| CELKEM Primera División (Argentina) | -      | -    |                          |
| CELKEM Ligue 1                      | 252    | 14   |                          |